# Костёл Преображения Господня (Стешицы)
Костёл Преображения Господня (бел. Касцёл Перамянення Гасподняга) — кирпичный католический храм в агрогородке Стешицы Вильского района Минской области.

## История
Впервые костёл в этом населённом пункте известен с 1786 года. Он был построен на средства Людвига и Изабелины Каминских. Костёл был деревянным, на фундамент из бута, имел «30 аршин длины и 13,5 аршин ширины», а также башню-колокольню над входом. В храме было три алтаря.
Костёл функционировал до 1866 года, когда вскоре после подавления восстания 1863—1864 годов был закрыт и перестроен в православный храм. В 1919 году здание было возвращено католической общине. С этого момента в Стешицах существовал самостоятельный приход, который перед Второй мировой войны насчитывал до 2500 верующих. Здание костёла существовало до 1957 года.
Новый каменный костёл был построен в 1996 году на том же месте, где ранее стоял старый деревянный костёл.